# 中川たけし
中川たけし（なかがわ たけし、1965年5月3日 - ）は、マルチダンサー。埼玉県出身。血液型はAB型。本名は中川岳司。
所属事務所は（有）オフィスこころ。

## 経歴
6歳の頃から日本舞踊を習う。8歳で『黒柳徹子の13時ショー』に出演し、ダンス特別賞受賞。ポーランド国営放送出演。
1990年代半ばよりとんねるずの木梨憲武のそっくりさん、またはダンスパフォーマーとしてTV番組に出演。スーツ＆メガネ姿という海外から見た典型的日本人という一風変わった風貌と相反するバレエ、ロックンロール、ラテン、タンゴ、ジャズ、HipHopの要素を踏まえたダンスで注目を浴び、「笑っていいとも!」を初めとする数々のTV・CMなどに出演した（『めちゃ²イケてるッ!』のコーナー「只今参上 色とり忍者」の緑ハゲ役）。
「笑っていいとも!」などに出演当時は、「素人の中川君」と紹介されていた。「とんねるずのみなさんのおかげです」に出演した際に木梨からは「他人じゃねーよ」「新藤君？（木梨が「春は来ない」で演じていた新藤聡に容姿が似ていた事から）」と言われていた。
細身の体に黒ぶちメガネと９:１分けのヘアスタイルがトレードマーク。デビュー前は日本舞踊の講師でもあった。
2000年に体調を崩し、医師から休止するよう宣告され活動休止。
2003年より制限しつつ活動を再開。 2006年より本格的に活動開始。

## 出演

### TV
- ものまね名人大賞
- ものまね紅白歌合戦
- ソウルとんねるずスペシャル[1]
- ソウルとんねるずチャンピオン大会
- タモリのスーパーボキャブラ天国（フジテレビ）[1]
- 上岡龍太郎vs50人（TBSテレビ） - 「上岡龍太郎vsものまね50人」
- 今田耕司のシブヤ系うらりんご（フジテレビ）
- 笑っていいとも!（フジテレビ）
- 生さんま みんなでイイ気持ち!（フジテレビ）
- ASAYAN（テレビ東京）
- ダウンタウンのごっつええ感じ（フジテレビ）
- おはスタ（テレビ東京）
- じゃまーるTV
- めちゃ²イケてるッ!（フジテレビ）
- まねキン（日本テレビ）
- エンタの神様（日本テレビ） - ※中川たけし改めハッピー中川として。2009年6月20日初出演、キャッチコピーは「ポジティブな八方ふさがり」

### CM
- エイベックスアカデミー
- グリコ「プッチンプリン」
- 日産「イチロー／日産・電撃バザール」
- ミスタードーナツ「会議編」
- SKY PerfecTV!
- 日産「空調フィルター」
- 宝島社「宝島」
- NTTパーソナル
- ソニー・コンピュータエンタテインメント「クラッシュバンディクー2」
- 日清「カップヌードル」
- デジキューブ ザウス
- デジキューブ「サガ フロンティア2」
- 日産「一路ニッサンキャンペーン」
- 関西セルラー「EZweb」
- シスコン「ぼくは航空管制官」
- 山之内製薬「マキロン」（ナレーション）
- イーシステム「アルテマブルー」

### 映画
- 完全自殺マニュアル
- キル・鬼ごっこ
- 最後の晩餐

### その他
- trfプロデュース「DANCEREPUBLIC」
- ゴスペラーズPV 「上福岡市の紹介」（ナレーター）
- ブリーフ&トランクスPV

など